# Abkommen zur Erhaltung der Gorillas und ihrer Lebensräume

Mitgliedsstaaten und potentielle Mitgliedsstaaten

Das Abkommen zur Erhaltung der Gorillas und ihrer Lebensräume (Agreement on the Conservation of Gorillas and Their Habitats) ist ein multilaterales Umweltabkommen basierend auf der Bonner Konvention. Es wurde am 24. Oktober 2007 unterzeichnet und trat am 1. Juni 2008 in Kraft. Das Abkommen soll dem Schutz aller Gorilla-Arten dienen.
Unterzeichnerstaaten sind die Zentralafrikanische Republik, Republik Kongo, Nigeria, Demokratische Republik Kongo und Ruanda. Nach Inkrafttreten hat sich außerdem Gabun dem Abkommen angeschlossen.
Ursprüngliches Ziel des Abkommens war es,  dass sich alle Staaten mit Gorillavorkommen an dem Abkommen beteiligen. Dazu zählen laut Abkommenstext neben den Unterzeichnerstaaten auch Angola, Kamerun, Äquatorialguinea und Uganda.